# 栄花直輝
栄花 直輝（えいが なおき、1967年10月29日 - ）は、日本の警察官、剣道家（教士八段）・元日本代表。北海道警察勤務。兄は栄花英幸。

## 人物
- 2000年第11回世界剣道選手権大会個人優勝。
- 2000年第48回全日本剣道選手権大会優勝。
- 2003年第12回世界剣道選手権大会団体優勝。全国警察剣道選手権大会個人三位。
- 2019年第17回 全日本選抜剣道八段優勝大会において初出場で初優勝。

## 経歴
- 1967年北海道虻田郡喜茂別町で誕生。
- 1974年小学校1年生から喜茂別町で剣道をはじめる。
- 1983年北海道札幌市の東海大学付属第四高等学校に進学する。
- 1986年東海大学体育学部武道学科に進学。
- 1990年北海道警察に奉職。
- 2001年喜茂別町民栄誉賞受賞。
- 2004年文部科学大臣スポーツ功労者表彰。
- 2013年剣道八段審査に初挑戦で合格。教士八段。

## 戦績
全日本学生剣道選手権大会　<個人戦>
- 1988年 - 第36回　準優勝

全日本剣道選手権大会　＜個人戦＞
- 1995年：第43回　準々決勝敗退
- 1997年：第45回　3位
- 1998年：第46回　準々決勝敗退
- 1999年：第47回　準々決勝敗退
- 2000年：第48回　優勝:【決勝】対 宮崎正裕 (神奈川)　コ
- 2001年：第49回　2回戦敗退
- 2002年：第50回　3回戦敗退
- 2003年：第51回　3回戦敗退

世界剣道選手権大会　＜団体戦＞
- 1994年：第9回 (フランス) 優勝
- 1997年：第10回(日本)　　 優勝
- 2000年：第11回(アメリカ) 優勝
- 2003年:  第12回(イギリス) 優勝

世界剣道選手権大会　＜個人戦＞
- 1994年：第9回 (フランス) 3位
- 2000年：第11回(アメリカ) 優勝

全日本選抜剣道八段優勝大会　＜個人戦＞
- 2019年：第17回　優勝【決勝】対 松本政司 (香川)　延長メ
- 2022年：第20回　3位
- 2023年：第21回　優勝【決勝】対 愛甲和彦 (大阪府)　メメ

## 指導実績
全日本剣道選手権大会
- 準優勝（2008年：若生大輔）
- 優秀選手賞（2007年：若生大輔）

## 書籍
- 『剣道　Jスポーツシリーズ』栄花直輝著 旺文社

## ビデオ・DVD
- 『にんげんドキュメント　ただ一撃にかける』 NHKエンタープライズ
- 『全日本剣道選手権大会総集編 1996～1999』 NHKエンタープライズ
- 『全日本剣道選手権大会総集編 2000～2003』 NHKエンタープライズ
- 『好勝負十七番 第49回全日本剣道選手権大会』 スキージャーナル
- 『烈剣十五番 第50回全日本剣道選手権大会』 スキージャーナル
- 『精選十七番 第51回全日本剣道選手権大会』 スキージャーナル